# 伊勢繼子
伊勢繼子，日本第五十一代平城天皇側室，天皇在東宮時期納入宮。生廢太子高岳親王、巨勢親王、上毛野內親王、石上內親王、大原内亲王。大同四年，進從四位下。弘仁三年，卒，年四十一。

## 來源
大日本史（页面存档备份，存于）